# Parque Nacional Manguais de Rajang
O Parque Nacional Manguais de Rajang é um parque nacional na Divisão Sarikei, em Sarawak, na Malásia. É o lar de espécies como macacos narigudos, trachypithecus cristatus, leptoptilos javanicus e calaus.